# Zacharias Werner
Pour les articles homonymes, voir Werner.
Friedrich Ludwig Zacharias Werner, né le 18 novembre 1768 à Königsberg, mort le 17 janvier 1823 à Vienne, est un poète, dramaturge et prédicateur allemand.

## Biographie
Il naît à Königsberg, en Prusse-Orientale. Son père, qui est professeur d'histoire et de rhétorique à l'université de Königsberg, a la charge de censeur dramatique, ce qui permet à son fils de fréquenter le théâtre et favorise son goût pour la scène. Il meurt alors que Zacharias est âgé de quatorze ans. Sa mère, victime d'une monomanie religieuse, se prend pour la Vierge Marie et croit avoir donné naissance au Messie. Werner hérite de sa fragilité mentale et de sa nature déséquilibrée. À l'université de Königsberg à partir de 1784, il étudie le droit et suit les lectures de Kant; mais Jean-Jacques Rousseau et ses disciples allemands sont les influences qui façonnent son regard sur la vie. Pendant des années, il oscille violemment entre une aspiration vers l'état de nature, qui le trahit par des séries d'éruptions d'urticaire et des mariages malheureux, et une sentimentale admiration, commune à nombre de Romantiques, pour l'Église catholique romaine, qui aboutit en 1811 à sa conversion. Le talent de Werner est bientôt reconnu; entré dans l'administration en 1793, il obtient, après plusieurs postes dans le Sud de la Prusse, puis dans les nouvelles provinces polonaises, et malgré son caractère personnel, un petit poste gouvernemental en 1796 à Varsovie, qu'il échange par la suite contre un autre à Berlin. À Varsovie, il rencontre son compatriote ETA Hoffmann et son futur biographe, Julius Eduard Hitzig, se marie trois fois, dont deux finissent rapidement par un divorce.

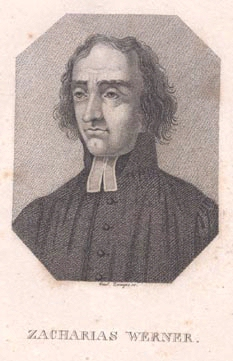
Zacharias Werner (estampe de Gustav Zumpe, collection Julius Wallach)

Après un voyage à Königsberg avec sa troisième épouse, pour rendre visite à sa mère, il se rend à Berlin, où son protecteur, le ministre von Schrötter, lui procure en 1805 une place qui lui laisse tout loisir de se livrer à son œuvre littéraire. Après un troisième divorce et la mort, un 24 février, de sa mère, qui lui laisse un peu d'argent en héritage, il part en voyage dans le sud de l'Allemagne et en Autriche à l'été 1807, et se rend à Weimar, où il rencontre, en décembre, Goethe. L'été suivant, il part en Suisse et fait la connaissance de Mme de Staël à Coppet. Puis il part à Rome, où il demeure jusqu'en juillet 1813 et se convertit au catholicisme le 19 avril 1811. Le prince Charles-Théodore de Dalberg le pensionne de 1809 à 1813.
Au cours de ses voyages, et dans sa correspondance, il fait la connaissance de plusieurs figures éminentes littéraires de son temps et réussit à faire mettre ses pièces en scène, où elles rencontrent un grand succès. En 1814, il est ordonné prêtre et, abandonnant la plume pour la chaire, il devient un prédicateur populaire à Vienne, où, durant le fameux Congrès de 1814, ses sermons pleins d'éloquence, mais fanatiques attirent une grande foule.
À partir de 1816, Werner vit en Podolie chez le comte Choloniewski et devient maître de chapelle d'honneur de la cathédrale de Kamieniec. En 1819, il retourne à Vienne.
Malade à partir de 1821, il poursuit cependant ses prêches publics passionnés. Zacharias Werner meurt à Vienne le 17 janvier 1823. Conformément à sa demande, il est enterré au cimetière de Maria Enzersdorf.
Friedrich Ludwig Zacharias Werner est le seul dramaturge de l'école romantique à avoir connu le succès sur scène. Marquée par le mysticisme et l'idée de destin, son œuvre a évolué de plus en plus vers le fantastique et le drame noir, pour finir dans le « pouvoir et la gloire éternels » de l'Église catholique romaine.

## Œuvres
- Vermischte Gedichte (Poèmes divers), 1789.
- Die Söhne des Thals (Les Fils de la vallée), poème dramatique, écrit en 1803 :
  - Die Templer auf Cypern (Les Templiers à Chypre), 1re partie, drame religieux en 6 actes, publié en 1803 (créé à Berlin au théâtre d'Iffland le 10 mars 1807);
  - Die Kreuzesbrüder (Les Frères de la Croix), 2e partie, drame en 6 actes, publié en 1804.
- Das Kreuz an der Ostsee (La Croix sur la Baltique), drame religieux:
  - Die Brautnacht (La Nuit de noces), 1re partie, 3 actes, écrit en 1805, publié en 1806;
  - Die Wethnacht (La Nuit de consécration), 2e partie, 2e partie, inachevé, disparu.
- Martin Luther oder die Weihe der Kraft (Martin Luther ou l'Énergie consacrée), drame religieux en cinq actes, écrit en 1806, publié en 1807 (créé à Berlin le 11 juin 1806)
- Attila, König der Hunnen (Attila, roi des Huns), tragédie romantique en 5 actes, écrit en 1807, publié en 1808 (créé à Vienne au Schauspielhaus an der Wien le 30 décembre 1809).
- Wanda, Königin der Sarmaten (Wanda, reine des Sarmates), tragédie romantique en 5 actes, écrit en 1808, publié en 1810 (créé à Weimar au Hoftheater le 30 janvier 1808).
- Die Weihe der Unkraft (La Consécration de l'impuissance), drame en un acte et en vers, écrit en 1813, publié en 1814.
- Der 24. Februar (Le 24 février[1]), tragédie en un acte, écrit en 1809, publié en 1815 (créé à Weimar au Hoftheater le 24 février 1810).
- Kunigunde die Heilige (Cunégonde la Sainte), drame romantique en 5 actes, écrit en 1808-1809, publié en 1815 (créé à Dantzig en 1815).
- Geistliche Übungen für drei Tage (Pratiques spirituelles pour trois jours), Vienne, 1818.
- Die Mutter der Makkabäer (La Mère des Maccabées), tragédie en 5 actes, écrit en 1816, publié en 1820.
- Sämtliche Werke (Œuvres complètes), 13 vols., Grimma, 1840-1844.